# Alvíssmál

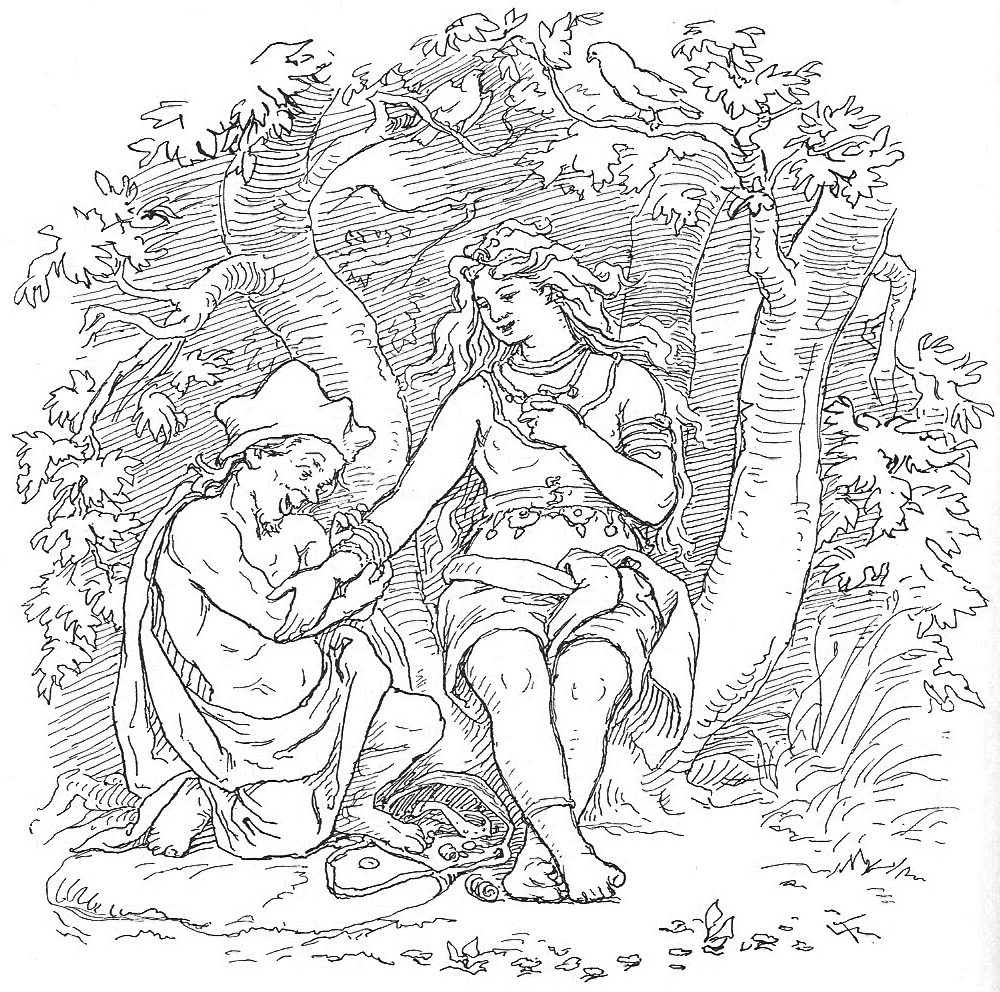
Alwis en Þrúðr

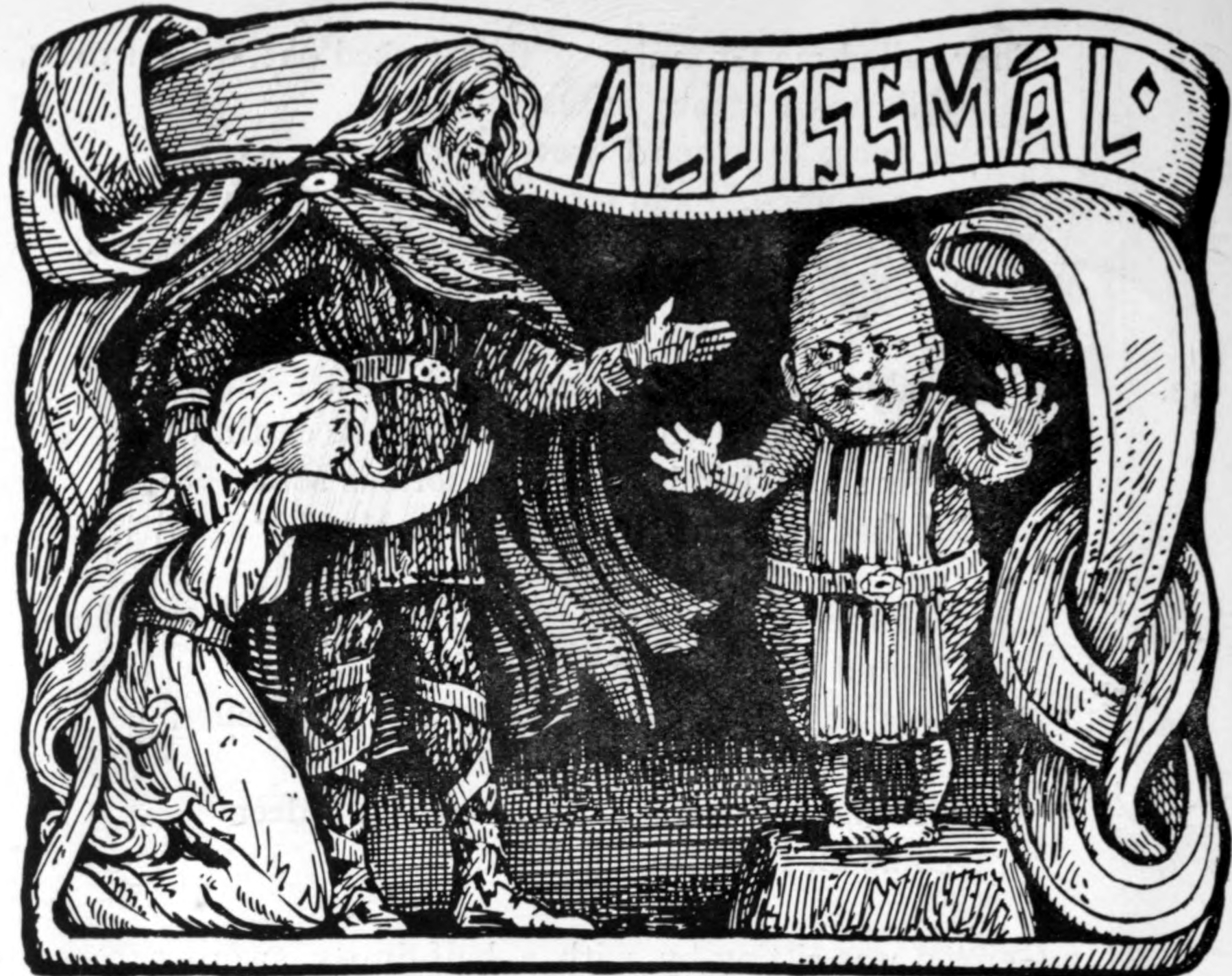
Thor en zijn dochter Þrúðr in gesprek met de dwerg Alwis

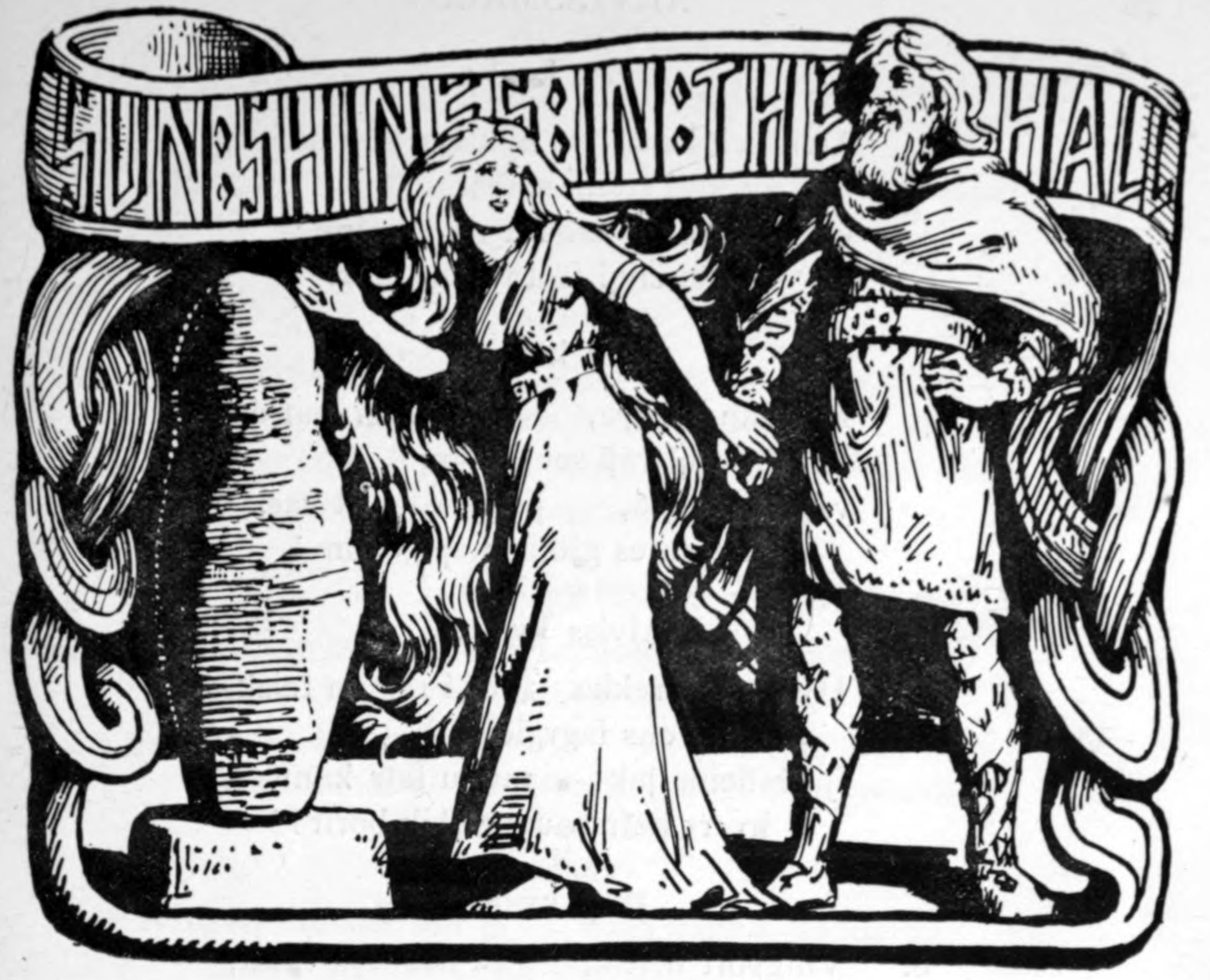
De zon schijnt in de zaal

Alvíssmál is een onderdeel van de Edda. Het wordt het lied van de dwerg Alwis genoemd. Volgens bronnen zou het pas in de 12e eeuw zijn geschreven of opgetekend. Het lijkt de functie van een soort coderegister te hebben. In feite is het een opsomming van allerlei mogelijke namen van geldende mythische begrippen in de Noordse mythologie. 
Het gaat om niet nader genoemde namen die thuishoren in de geheime cultus, waar ze in feite als onuitspreekbaar worden beschouwd. Dit komt wel vaker voor in cultussen en religies. Daarom worden die namen gesubstitueerd. De Oudnoordse poëzie bevat een rijke schat aan omschrijvingen die we uit de kenningen leren kennen. Dit gaat mogelijk terug op het sterke taboe dat aan een aantal diepe geheime begrippen en concepten gebonden was. Er werd zelfs van uitgegaan dat elke wereld zijn eigen taal heeft: wat voor de reuzen heilig is, is voor de goden een vloek.
De Alvíssmál zijn opgevat als wijsheidswedstrijd tussen Thor en de dwerg Alwis. Opvallend is dat oude termen, zoals de cultus die normaal zo trouw bewaart, hier in dit gedicht slechts hoogst zelden zijn terug te vinden. Het heeft zijn waarde in de herinnering aan oude taboes.
Stanza 3 Alwis:
Alwis heet ik,
ik woon onder de grond,
mijn huis staat onder een steen;
nu geldt mijn bezoek
de Wagengod, een verbond verbreke men niet.
Stanza 15 Thor:
Zeg mij dit, Alwis,
Van alles ter wereld
Denk ik, dwerg, dat gij weet,
Hoe de zon wel heet,
Die de mensen zien, 
Bij alle wezens der wereld.
Stanza 16 Alwis:
Zon bij de mensen,
Zuiderglans bij de goden,
Bij de dwergen Dwalins bedrog,
Schroeier bij de reuzen,
Bij de Alven het schone wiel,
Alschijn bij de Asenzonen.